# Peucetia longipes
Peucetia longipes là một loài nhện trong họ Oxyopidae.
Loài này thuộc chi Peucetia. Peucetia longipes được Mary Agard Pocock miêu tả năm 1899.